# 857 Glasenappia
857 Glasenappia eller A916 GR är en asteroid i huvudbältet, som upptäcktes 6 april 1916 av den sovjetiske astronomen Sergej Beljavskij vid Simeizobservatoriet på Krim. Den har fått sitt namn efter den ryske astronomen Sergej Glazenap.
Asteroiden har en diameter på ungefär tolv kilometer.